# Campionato mondiale di scherma 2005 - Spada a squadre femminile
Il Campionato mondiale di scherma 2005 di Lipsia in Germania.
Fasi di qualificazione del spada a squadre femminile (14 ottobre).
Per la classifica finale generale vedi Classifica.

## Turni di eliminazione
| 1º turno (prima parte) | 1º turno (prima parte) | 1º turno (prima parte) | 1º turno (seconda parte) | 1º turno (seconda parte) | 1º turno (seconda parte) |
| ---------------------- | ---------------------- | ---------------------- | ------------------------ | ------------------------ | ------------------------ |
| Russia                 |                        | qual.                  | Giappone                 | Sudafrica                | 42-27                    |
| Italia                 |                        | qual.                  | Corea del Sud            |                          | qual.                    |
| Ungheria               |                        | qual.                  | Lettonia                 | Svizzera                 | 38-44                    |
| Austria                | Cile                   | 45-33                  | Canada                   |                          | qual.                    |
| Francia                |                        | qual.                  | Repubblica Ceca          | USA                      | 37-45                    |
| Estonia                | India                  | 45-31                  | Cina                     |                          | qual.                    |
| Ucraina                |                        | qual.                  | Turchia                  | Polonia                  | 30-45                    |
| Romania                | Venezuela              | 45-30                  | Germania                 |                          | qual.                    |

## 8idi finale
| 8i di finale | 8i di finale  | 8i di finale |
| ------------ | ------------- | ------------ |
| Russia       | Giappone      | 39-33        |
| Italia       | Corea del Sud | 43-44        |
| Ungheria     | Svizzera      | 45-30        |
| Austria      | Canada        | 36-45        |
| Francia      | USA           | 45-31        |
| Estonia      | Cina          | 45-24        |
| Ucraina      | Polonia       | 40-45        |
| Romania      | Germania      | 37-42        |

## 4idi finale
| 4i di finale (9º-16º posto) | 4i di finale (9º-16º posto) | 4i di finale (9º-16º posto) | 4i di finale (1º-8º posto) | 4i di finale (1º-8º posto) | 4i di finale (1º-8º posto) |
| --------------------------- | --------------------------- | --------------------------- | -------------------------- | -------------------------- | -------------------------- |
| Giappone                    | Italia                      | 28-45                       | Russia                     | Corea del Sud              | 35-30                      |
| Svizzera                    | Austria                     | 45-36                       | Ungheria                   | Canada                     | 26-25                      |
| USA                         | Cina                        | 27-45                       | Francia                    | Estonia                    | 28-22                      |
| Ucraina                     | Romania                     | 44-45                       | Polonia                    | Germania                   | 30-41                      |

## Semifinali
| Semifinali (13º-16º posto) | Semifinali (13º-16º posto) | Semifinali (13º-16º posto) | Semifinali (9º-12º posto) | Semifinali (9º-12º posto) | Semifinali (9º-12º posto) | Semifinali (5º-8º posto) | Semifinali (5º-8º posto) | Semifinali (5º-8º posto) | Semifinali (1º-4º posto) | Semifinali (1º-4º posto) | Semifinali (1º-4º posto) |
| -------------------------- | -------------------------- | -------------------------- | ------------------------- | ------------------------- | ------------------------- | ------------------------ | ------------------------ | ------------------------ | ------------------------ | ------------------------ | ------------------------ |
| Giappone                   | Austria                    | 38-29                      | Italia                    | Svizzera                  | 45-34                     | Corea del Sud            | Canada                   | 25-32                    | Russia                   | Ungheria                 | 26-27                    |
| USA                        | Ucraina                    | 35-45                      | Cina                      | Romania                   | 33-28                     | Estonia                  | Polonia                  | 32-45                    | Francia                  | Germania                 | 45-38                    |

## Finale
| Finali    | Finali        | Finali   | Finali |
| --------- | ------------- | -------- | ------ |
| 15º posto | Giappone      | USA      | 25-41  |
| 13º posto | Austria       | Ucraina  | 29-45  |
| 11º posto | Svizzera      | Romania  | 39-45  |
| 9º posto  | Italia        | Cina     | 33-43  |
| 7º posto  | Corea del Sud | Estonia  | 45-41  |
| 5º posto  | Canada        | Polonia  | 33-45  |
| 3º posto  | Russia        | Germania | 22-26  |
| 1º posto  | Ungheria      | Francia  | 31-45  |